# Широбоков, Виктор Александрович
Виктор Александрович Широбоков — советский хозяйственный и государственный деятель, лауреат Государственной премии СССР за выдающиеся достижения в труде.

## Биография
Родился в 1936 году в починке Биньгузы. Член КПСС.
В 1956—1959 годах — военнослужащий Советской армии.
В 1959—1976 — слесарь-лекальщик, в 1976—1996 годах — слесарь-инструментальщик высшего разряда Ижевского механического завода.
За большой личный вклад в дело создания надёжных машин и приборов был в составе коллектива удостоен Государственной премии СССР за выдающиеся достижения в труде 1982 года.
Депутат Верховного Совета СССР 9-го созыва.
Жил в Ижевске.

## Награды
- Орден Трудового Красного Знамени (1976)